# (14160) 1998 SB144
A (14160) 1998 SB144 a Naprendszer kisbolygóövében található aszteroida. Eric Walter Elst fedezte fel 1998. szeptember 18-án.

## Kapcsolódó szócikk
- Kisbolygók listája (14001–14500)